# División de Hyderabad
La división de Kalat (en urdu : حیدر آباد ڈویژن) es una subdivisión administrativa de la provincia de Sind en Pakistán. Cuenta con 10,5 millones de habitantes en 2017, y su capital es Hyderabad.
Como todas las divisiones pakistaníes, fue derogada en 2000 y luego restablecida en 2008. Con el establecimiento de la división de Banbhore en 2014, Hyderabad perdió sus tres distritos más al sur.
La división reagrupa los distritos siguientes:
- Dadu
- Hyderabad
- Jamshoro
- Matiari
- Tando Allahyar
- Tando Muhammad Khan